# Broodvrede
De Broodvrede (Duits: Brotfrieden; Oekraïens: Берестейський мир Beresteiskyi myr, "Brestse Vrede") werd op 9 februari 1918 ondertekend tussen de Oekraïense Volksrepubliek (UNR) en de Centrale Mogendheden (het Duitse Rijk, Oostenrijk-Hongarije, het Ottomaanse Rijk en Bulgarije). Daarmee kwam de Eerste Wereldoorlog in Oekraïne ten einde en werd de onafhankelijkheid van de Oekraïense Volksrepubliek formeel erkend. Het verdrag, dat volgde op de Wapenstilstand van 15 december 1917 tussen de Centralen en Sovjet-Rusland, werd ondertekend in Brest-Litovsk (nu Brest in Wit-Rusland oftewel Belarus). Het verdrag legde de grens tussen Oostenrijk-Hongarije en Oekraïne vast op de lijn van 1914 en voorzag in een gezamenlijke commissie om de grens met Polen vast te stellen. De Centrale Mogendheden kregen graan en andere goederen van de UNR in ruil voor militaire steun tegen de bolsjewieken.
Terwijl verschillende onderhandelaars in Brest-Litovsk probeerden een algemene vrede te sluiten, had de Oostenrijks-Hongaarse delegatie vooral belang bij toegang tot Oekraïens graan om de rampzalige hongersnood onder haar burgerbevolking en strijdkrachten aan te kunnen pakken. Ze koos er daarom voor om eerst een aparte vrede te tekenen met de delegatie van de Oekraïense Volksrepubliek, gestuurd vanuit de Tsentralna Rada in Kyiv. De UNR-delegatie werd in een latere fase van de onderhandelingen niet erkend door de bolsjewistische delegatie van Sovjet-Rusland onder leiding van Lev Trotski; in plaats daarvan erkenden de laatsten uiteindelijk alleen een delegatie van de bolsjewistische Oekraïense Radenrepubliek in Charkiv. Poolse vertegenwoordigers van Congres-Polen en Oostenrijks Galicië maakten ook bezwaar tegen verschillende voorwaarden in het verdrag (met name de concessie van Cholm aan Oekraïne) en tegen het feit dat de Centralen een afzonderlijke vrede met Oekraïne sloten in plaats van een algemeen vredesverdrag uit te werken. Als gevolg hiervan liepen de onderhandelingen tussen de andere partijen op 10 februari vast; het zou tot 3 maart 1918 duren voordat de Centralen en Sovjet-Rusland hun eigen afzonderlijke Verdrag van Brest-Litovsk sloten. Het feit dat Oostenrijk-Hongarije het erkennen van de Oekraïense onafhankelijkheid rechtvaardigde op basis van nationale zelfbeschikking, had ook als onbedoeld gevolg dat nationalistisch separatisme onder de etnische minderheden binnen zijn eigen grenzen werd gestimuleerd, wat het uiteenvallen van Oostenrijk-Hongarije in de daaropvolgende negen maanden zou versnellen.
Na de ondertekening van het verdrag intervenieerden Oostenrijks-Duitse troepen op verzoek van de Rada in Oekraïne en hielpen het Rode Leger verdrijven tegen eind april 1918. De aanwezigheid van de Centrale strijdkrachten ondermijnde de onafhankelijkheid van de Rada en leidde tot de oprichting van de Oekraïense Staat van hetman Pavlo Skoropadsky. In november 1918 kwamen de Oekraïners tegen de hetman in opstand en verdreven hem en de Centrale troepen uit hun land, waarmee de Oekraïense Volksrepubliek tijdelijk werd hersteld. Echter vielen zowel de Sovjet-Russen als de Polen het land opnieuw binnen in januari 1919. Uiteindelijk werd het grootste deel van Oekraïne als de Oekraïense Socialistische Sovjetrepubliek in 1922 onderdeel van de Sovjet-Unie, terwijl Galicië en Wolynië werden opgenomen in de Tweede Poolse Republiek bij de Vrede van Riga (1921). Met het Verdrag van Rapallo (1922) erkende de Weimarrepubliek (opvolger van het Duitse Keizerrijk) de Sovjet-Unie en trok haar erkenning van de Oekraïense Volksrepubliek weer in.

## Achtergrond
Vanwege de maatschappelijke onrust in de Russische Republiek ten tijde van de Voorlopige Regering, die uitmondde in de Oktoberrevolutie (7 november 1917), verklaarde de Derde Universele van de Oekraïense Tsentralna Rada (20 november 1917) de vorming van de Oekraïense Volksrepubliek. De regering werd in handen gegeven van het Algemeen Secretariaat van Oekraïne, dat verkiezingen aankondigde voor de Oekraïense Grondwetgevende Vergadering die op 9 januari 1918 zou worden gehouden.
Op 17 december 1917 vaardigde Vladimir Lenin als hoofd van de Sovnarkom een ultimatum uit waarin hij de Tsentralna Rada van Oekraïne beschuldigde van het ontregelen van de frontlinies, het tegenhouden van “alle troepen die naar de regio van de Don, de Oeral of elders gaan”; het verschaffen van onderdak aan politieke vijanden zoals de leden van de Kadettenpartij en degenen die de kant van Kaledin hadden gekozen. Lenin eiste “een einde te maken aan de pogingen om de legers van de Sovjet en van de Rode Garde in Oekraïne te verpletteren”. Lenin gaf de regering van wat hij noemde “de onafhankelijke en burgerlijke Republiek van de Oekraïne” vierentwintig uur de tijd om te reageren. Aangezien de Sovjetlegers zich al in Oekraïne bevonden, moest de regering van Oekraïne snel handelen om de soevereiniteit van de staat te behouden. Bij de eerste bijeenkomst van de Grondwetgevende Vergadering op 22 januari 1918 werd met de Vierde Universele formeel de onafhankelijkheid van Oekraïne uitgeroepen.
De Oekraïense Tsentralna Rada sprak de wens uit voor een vredesverdrag met het buitenland en wereldwijde erkenning. Omdat de vertegenwoordigers van het Britse Rijk en het Franse Rijk de soevereiniteit van Oekraïne niet wilden erkennen, omdat ze het beschouwden als een deel van hun belangrijkste bondgenoot, het (nu instortende) Russische Rijk, gaf het verdrag een kans op enige erkenning tegenover de Centrale Mogendheden. Duitsland en vooral Oostenrijk-Hongarije namen graag de gelegenheid aan om Oekraïne binnen te halen als bondgenoot. Oostenrijk-Hongarije naderde namelijk eind 1917 een militaire overwinning op alle fronten, maar de Oostenrijkse politieke leiding had sinds eind 1917 steeds wanhopiger voedsel nodig om de hongerende burgerbevolking in Cisleithanië te voeden, zodat hongersnood en grootschalige onrust onder de bevolking kon worden voorkomen. In vredestijd leverde Transleithanië (het Hongaarse deel van de Habsburgse monarchie) 65% van de graanimport van Cisleithanië, gelijk aan 32% van de behoefte van Oostenrijk. Maar sinds het uitbreken van de oorlog in 1914 gaf Hongarije voorrang aan het voeden van de eigen bevolking. In 1917 daalde de Hongaarse graan- en meelexport naar Oostenrijk tot 2,4% van het vooroorlogse gemiddelde.
Tegen het begin van 1918 domineerde het haastig verkrijgen van voedselvoorraden en het voorkomen van volksopstanden (zoals in Rusland) het buitenlands beleid van Oostenrijk-Hongarije. Dit ondermijnde het gewicht van de Habsburgse militaire overhand tijdens de vredesonderhandelingen van Brest-Litovsk, niet alleen tegenover hun vijanden, maar ook tegenover hun Duitse bondgenoten, aangezien beide Centrale Mogendheden Russisch Polen wilden verwerven. Wenen wilde zo snel mogelijk toegang tot de voedselvoorraden van Oekraïne, omdat de binnenlandse vraag naar brood en vrede tijdens de winter van 1917–1918 sterk toenam. Daarom noemde Czernin het voorgestelde verdrag met de Oekraïners een "broodvrede" (Brotfrieden).

## Vredesonderhandelingen

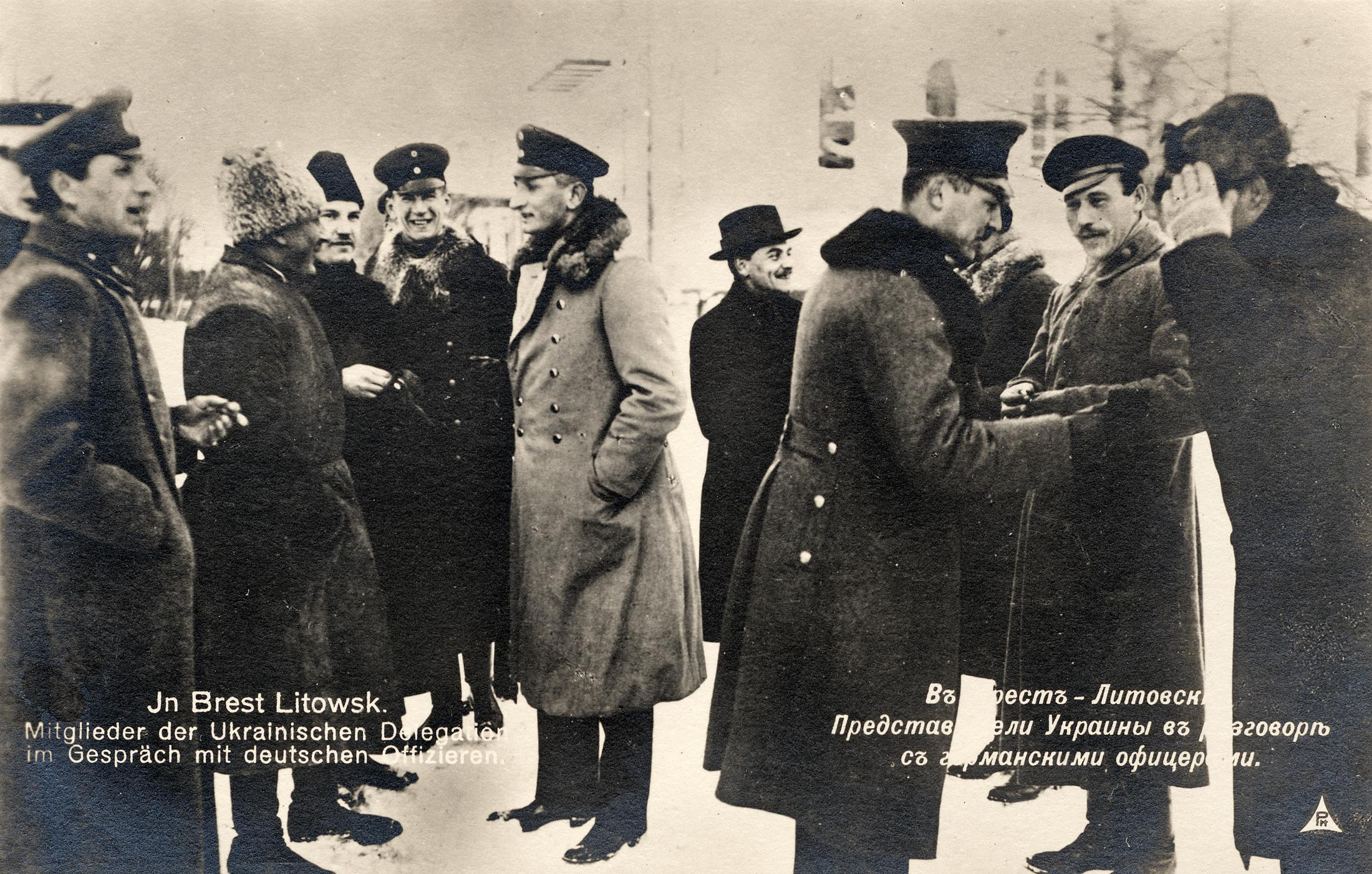
Afgevaardigden van de Oekraïense Volksrepubliek en de Centrale mogendheden tijdens een pauze in de onderhandelingen in Brest-Litovsk, begin februari 1918

De vredesonderhandelingen werden op 3 december 1917 gestart door de regering van de Russische Socialistische Federatieve Sovjetrepubliek (Sovjet-Rusland), vertegenwoordigd door een delegatie onder leiding van de in Oekraïne geboren Lev Trotski. De Centralen en Bolsjewieken sloten de Wapenstilstand van 15 december 1917 (2 december 1917 volgens de juliaanse kalender), die op 17 december inging. Van 22 tot 26 december werden er verschillende resoluties gemaakt en op 28 december 1917 werd er een wapenstilstand getekend waarbij de vijandelijkheden aan het front werden opgeschort. Een groep Oekraïense bolsjewieken, die aanvankelijk had samengewerkt met andere Oekraïense revolutionairen in de Tsentralna Rada, verliet na een conflict de hoofdstad Kyiv en zette op 17 december 1917 in de oostelijke stad Charkiv een bolsjewistische tegenregering op onder de naam "Oekraïense Radenrepubliek". De uiteindelijke ondertekening werd uitgesteld door de bolsjewieken in de hoop een overeenkomst te bereiken met de leden van de Triple Entente (de Britten en Fransen).
Op 1 januari 1918 arriveerde een Oekraïense delegatie onder leiding van Vsevolod Holubovytsj in Brest-Litovsk. De eerste delegatie bestond uit Mykola Liubynsky, Oleksandr Sevriuk, Mykola Levytsky en Mykhailo Poloz. Aanvankelijk erkende de Trotski geleide delegatie namens Sovjet-Rusland op 10 januari 1918 de delegatie van de onafhankelijke Oekraïense Volksrepubliek (UNR). Op 12 januari 1918 erkende de Oostenrijkse graaf Ottokar Czernin namens de Centralen ook de UNR-delegatie. Maar Czernin en de Hongaarse diplomaat Imre Csáky weigerden met de UNR-delegatie te praten over de vraagstukken omtrent Galicië en Lodomerië, Boekovina en Karpato-Roethenië, wat zij als interne Habsburgse zaken beschouwden.. Wel erkenden ze de aanspraken van de Oekraïense Volksrepubliek op het gouvernement Cholm (inclusief Brest-Litovsk, waar de onderhandelingen plaatsvonden) en het gebied Podlachië, wat leidde tot protesten vanuit Poolse vertegenwoordigers.

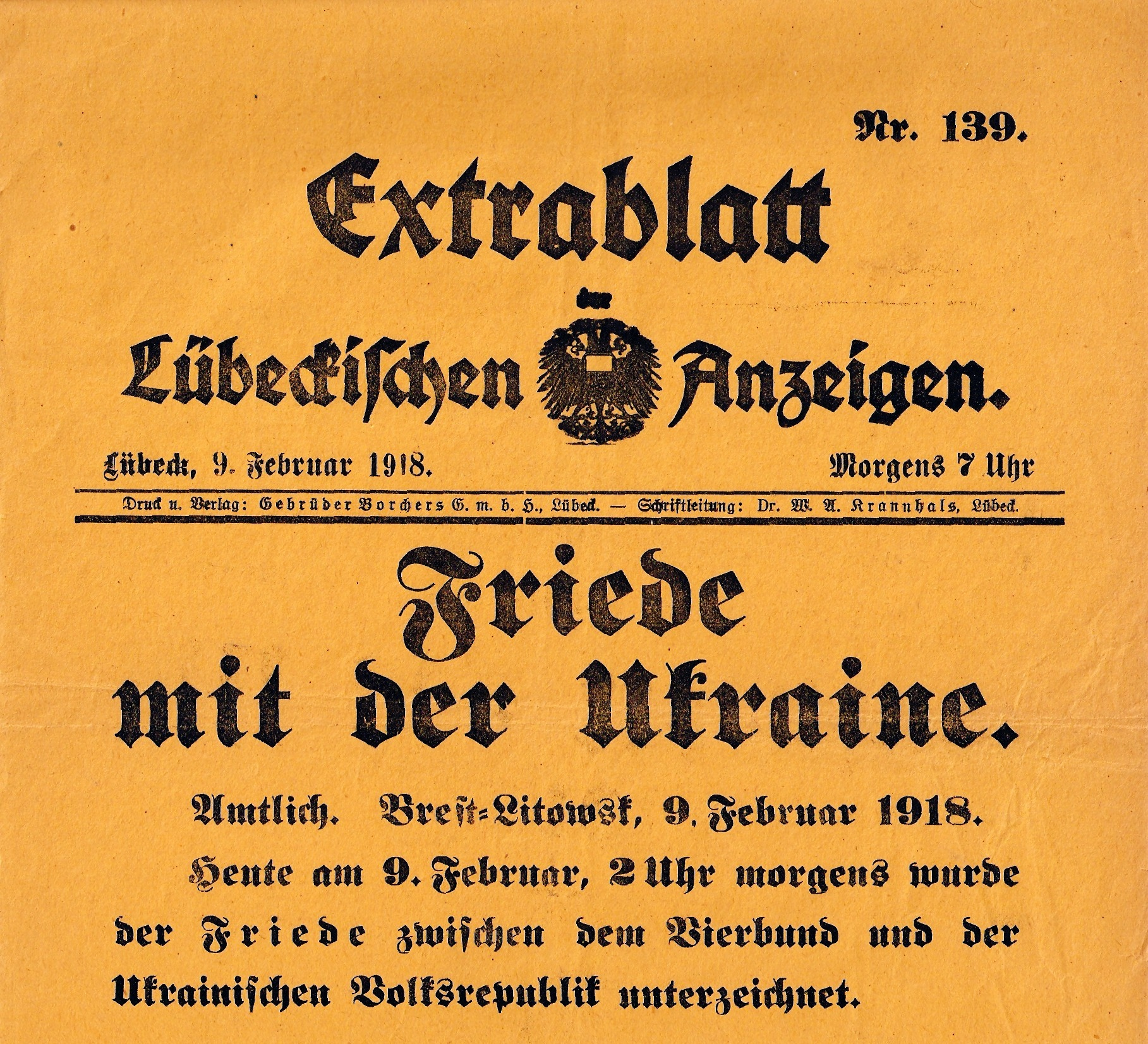
Speciale editie van de Duitse krant Lübeckische Anzeigen van 9 februari 1918. De krant kopte: "Vrede met Oekraïne".

Op 20 januari 1918 keerde de Oekraïense delegatie terug naar Kyiv, waar de Tsentralna Rada op 25 januari een volledig soevereine Oekraïense staat uitriep (Vierde Universele, gedateerd 22 januari). Kort daarna werd er een nieuwe Oekraïense delegatie naar Brest gestuurd onder leiding van Oleksandr Sevriuk. Ondertussen ontstonden er bolsjewistische opstanden in verschillende steden in Oekraïne, waardoor de Oekraïense Volksrepubliek, die geen georganiseerde militaire strijdkrachten had, min of meer gedwongen werd buitenlandse hulp te zoeken. De situatie voor de Centrale Mogendheden was echter ook kritiek, vooral voor Oostenrijk-Hongarije, dat met ernstige voedseltekorten te kampen had.
Op 21 januari 1918 kondigde de bolsjewistisch-Russische delegatie aan dat de in Charkiv gevestigde bolsjewistische Oekraïense Radenepubliek de vredesbesprekingen zou bijwonen. Trotski's delegatie begon bovendien te eisen dat de Charkiv-delegatie zou worden erkend als de enige vertegenwoordiger van Oekraïne in plaats van de UNR-delegatie uit Kyiv. Op 1 februari 1918 werd een plenaire zitting van het Congres inderdaad bijgewoond door bolsjewistische Charkiv-afgevaardigden Joechym Medvedjev en Vasyl Sjachraj. Maar de Centrale Mogendheden bleven onderhandelen met de delegatie van de Oekraïense Volksrepubliek als de enige vertegenwoordigers van Oekraïne; zij beschouwden de Charkiv-delegatie als een bolsjewistische truc om te voorkomen dat de Centralen hun overeenkomst met de UNR zouden sluiten. Eerder had Czernin gepoogd om van nationale zelfbeschikking geen leidend beginsel te maken tijdens de besprekingen, gezien het risico dat een Oostenrijks-Poolse unie zou worden uitgesloten en nationalistisch separatisme binnen het Habsburgse rijk zou worden gestimuleerd. Begin februari had hij echter alle andere middelen om aan noodvoedselvoorraden te komen uitgeput, zodat hij alleen verder kon gaan door Oekraïense zelfbeschikking toe te kennen, hun territoriale aanspraken op Cholm te erkennen en een nieuw autonoom Roetheens kroonland in Oost-Galicië en Boekovina toe te zeggen in ruil voor de (letterlijk) broodnodige graanexport naar Cisleithanië. Het gevaar dat de door hongersnood veroorzaakte volksrellen in Oostenrijk zouden kunnen escaleren tot een regelrechte revolutie die het voortbestaan van de Habsburgse staat in gevaar zou brengen, was groter dan het gevaar dat werd gevormd door het tegen zich in het harnas jagen van de Poolse nationalisten, de Russische en Oekraïense bolsjewieken, de Duitse bondgenoten en Oostenrijks eigen streven om Congres-Polen te verwerven als prijs voor de oorlog.
Hoewel de Tsentralna Rada op 8 februari Kyiv moest ontvluchten toen de hoofdstad werd overmeesterd door bolsjewistische troepen, werd in de nacht van 8 op 9 februari een vredesverdrag getekend tussen de Centralen en de Oekraïense Volksrepubliek, ondanks protesten van de bolsjewistische afgevaardigden uit Charkiv en Moskou en de Poolse afgevaardigden uit Warschau en Lemberg (Lviv).
Een speciale editie (Extrablatt) van de Duitse krant Lübeckische Anzeigen kopte over de bekendmaking: "Vrede met Oekraïne": "Vandaag op 9 februari 1918 om 2 uur 's morgens werd de vrede getekend tussen de Vierbond en de Oekraïense Volksrepubliek".

## Ondertekenaars
| Oekraïne                        | Oekraïne  | Duitse Keizerrijk               | Duitse Keizerrijk | Oostenrijk-Hongarije            | Oostenrijk-Hongarije | Koninkrijk Bulgarije | Koninkrijk Bulgarije    | Ottomaanse Rijk | Ottomaanse Rijk     |
| ------------------------------- | --------- | ------------------------------- | ----------------- | ------------------------------- | -------------------- | -------------------- | ----------------------- | --------------- | ------------------- |
| Hoofd delegatie                 | Sevriuk   | Minister van Buitenlandse Zaken | von Kühlmann      | Minister van Buitenlandse Zaken | Czernin              | Premier              | Radoslavov              | Grootvizier     | Mehmey Talaat Pasja |
| Minister van Buitenlandse Zaken | Liubynsky | Ober Ost                        | Hoffmann          |                                 |                      | Ambassadeur          | Tosjev                  |                 | I. Hakki Pasha      |
|                                 | Levytsky  |                                 |                   |                                 |                      |                      | I. Stoianovich          |                 | A. Nessimi Bey      |
| Economisch Adviseur             | Ostapenko |                                 |                   |                                 |                      |                      | T. Anastasov P. Ganchev |                 | Ahmed İzzet Pasja   |

## Bepalingen

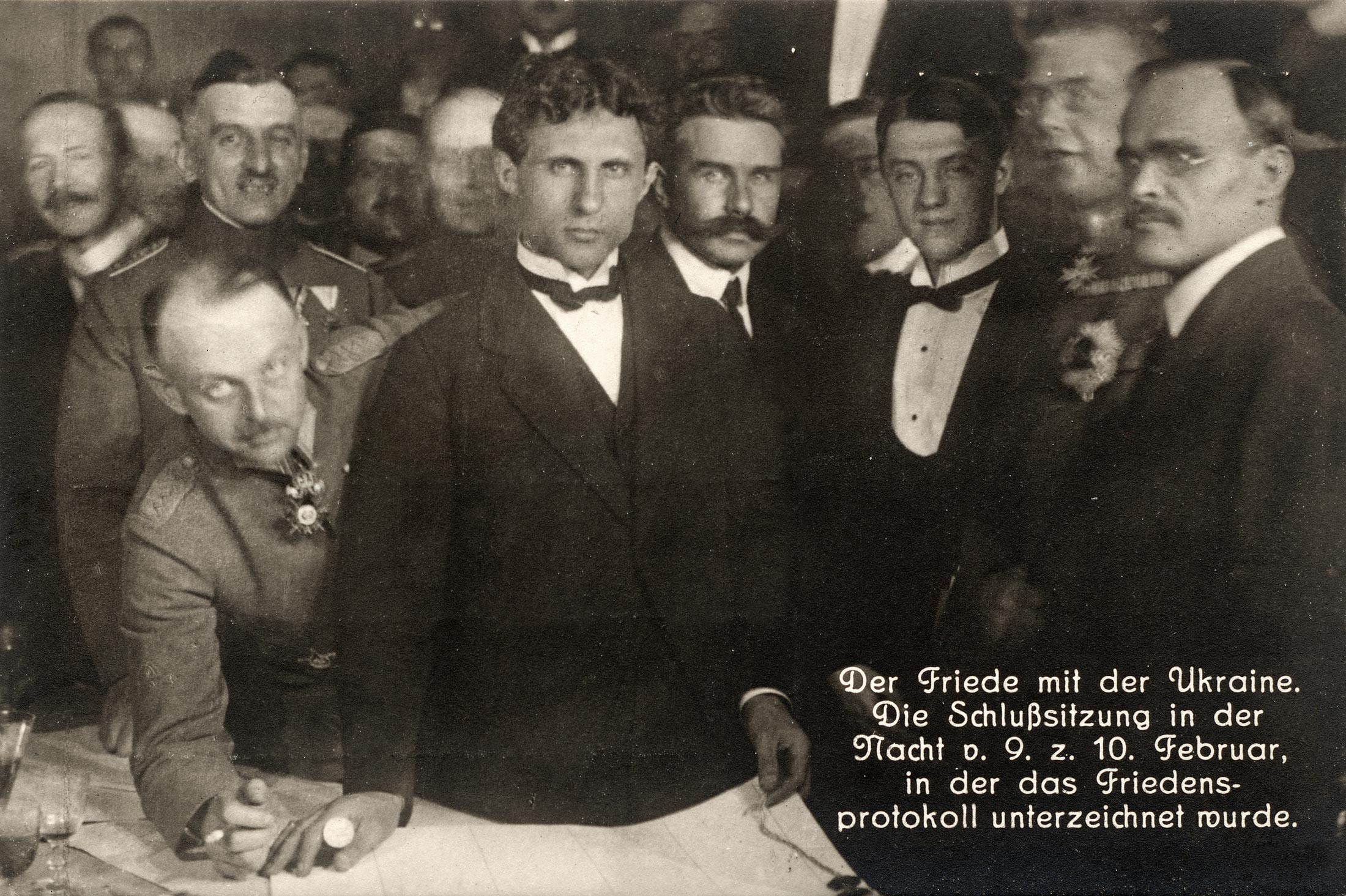
Slotzitting ondertekening vredesprotocol in de nacht van 9–10 februari 1918. V.l.n.r.: generaal Brinkmann, Mykola Liubynsky, Mykola Levytsky, Oleksandr Sevriuk, generaal Max Hoffmann en Serhiy Ostapenko.

Het verdrag erkende de volgende grenzen van de Oekraïense Volksrepubliek:
- in het westen: de grens van 1914 tussen Oostenrijk-Hongarije en het Russische Keizerrijk, die het overwegend door Oekraïners bewoonde oostelijk Galicië (Oekraïens: Галичина, Halytsjyna; Pools: Galicja) uitsloot van de nieuwe Oekraïense staat.
- in het noorden: de lijn van Tarnogród, Biłgoraj, Szczebrzeszyn, Krasnystaw, Radzyń Podlaski en Międzyrzec Podlaski in de huidige Woiwodschap Lublin en Sarnaki in de huidige Woiwodschap Mazovië van Polen, plus Kamyenyets en Pruzjany in de huidige Voblast Brest van Wit-Rusland (oftewel Belarus). De exacte grenzen moesten worden vastgesteld door een gemengde commissie op basis van etnische samenstelling en de wil van de inwoners (Artikel 2).[22]

Het verdrag voorzag voorts in de gereguleerde evacuatie van de bezette gebieden (Artikel 3), het aanknopen van diplomatieke betrekkingen (Artikel 4), het wederzijds afzien van oorlogsherstelbetalingen (Artikel 5), de terugkeer van krijgsgevangenen (Artikel 6) en de uitwisseling van geïnterneerde burgers en de vernieuwing van publieke en private rechtsbetrekkingen (Artikel 8). Artikel 7 voorzag in de onmiddellijke hervatting van de economische betrekkingen en de handel en stelde ook de beginselen van boekhouding en tarieven vast.
Oostenrijk-Hongarije en de Oekraïense Volksrepubliek ondertekenden ook een geheim akkoord over Galicië en Boekovina. Oostenrijk-Hongarije stemde ermee in om tegen 31 juli 1918 de gebieden in Oost-Galicië en Boekovina, waar de Oekraïense bevolking overheerste, in één kroonland te verenigen. Maar op 4 juli vernietigde Oostenrijk-Hongarije de geheime overeenkomst onder het voorwendsel dat Oekraïne niet de hoeveelheid graan had geleverd die in het verdrag was beloofd. Historici nemen aan dat Poolse oppositie tegen het plan de eigenlijke achterliggende reden voor de verdragsbreuk was: in een ongedeeld Galicië was er een Poolse meerderheid, maar bij een afsplitsing van Oost-Galicië dat verenigd werd met Boekovina zouden de Polen in Oost-Galicische steden een minderheid vormen ten opzichte van de Oekraïners. Anderzijds was de reden voor de nietigverklaring dat na het verzoek van Wenen om de overeenkomst geheim te houden, Sevriuk opgewonden met de ondertekening van het Verdrag van Brest-Litovsk de informatie onthulde aan de Oekraïners van Lemberg (Lviv/Lwów). De dusdanige onthulling van het geheim leidde ertoe dat Oostenrijk-Hongarije zijn kopie van de overeenkomst vernietigde en later het bestaan ervan in alle toonaarden ontkende, terwijl Czernin al snel ontslag nam.
De Centrale mogendheden ondertekenden op 3 maart 1918 een afzonderlijke Vrede van Brest-Litovsk met Sovjet-Rusland. De Sovjets stemden ermee in het gesloten verdrag met de Oekraïense Volksrepubliek te erkennen en onmiddellijk een vredesverdrag met Oekraïne te ondertekenen om de grenzen tussen Rusland en Oekraïne onverwijld vast te stellen, alle Russische troepen en Rode Garde op Oekraïense grondgebied terug te trekken en een einde te maken aan alle agitatie of propaganda tegen de regering of de openbare instellingen van de Oekraïense Volksrepubliek (Artikel 6).

## Nasleep

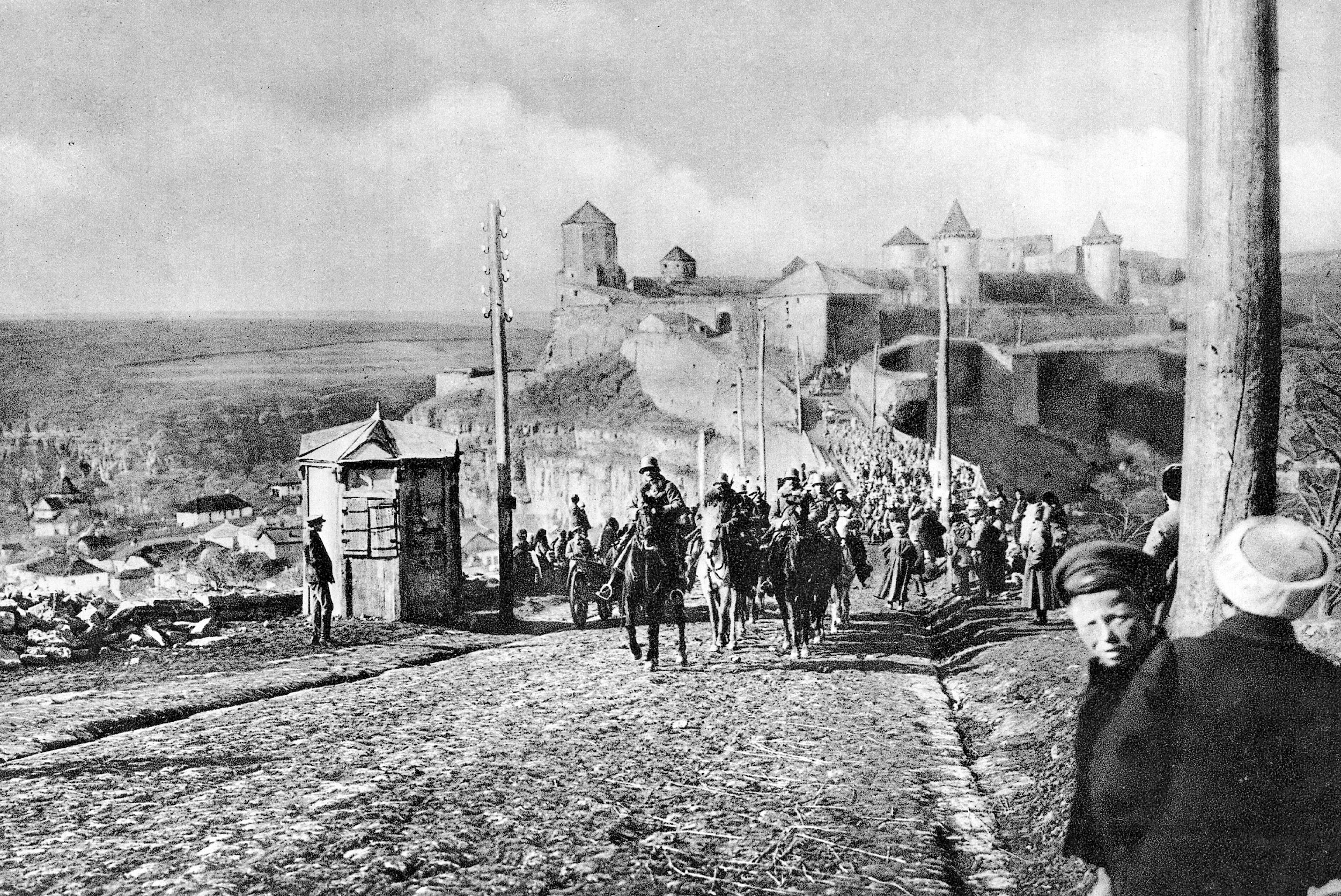
Oostenrijks-Hongaarse troepen trekken Kamjanets-Podilsky binnen na de ondertekening van de Broodvrede (Oostenrijks-Hongaars Oorlogspersbureau)

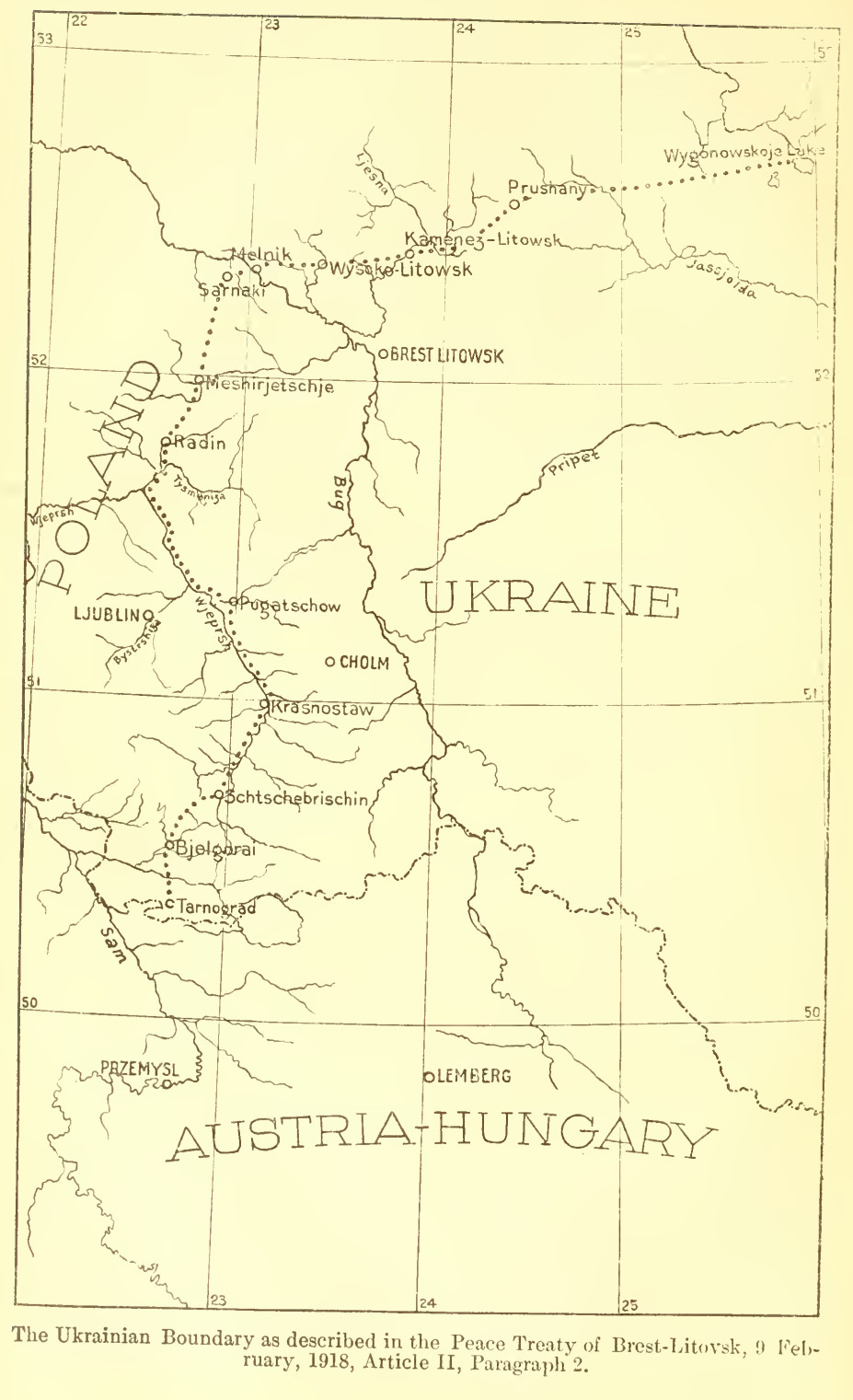
Noordwestelijke grens van Oekraïne volgens de Broodvrede.

Het verdrag veroorzaakte onmiddellijk veel verzet onder de Polen, vooral onder die in Oostenrijk-Hongarije. Poolse politici in het Oostenrijkse parlement begonnen onmiddellijk met hun protesten, waardoor het parlement werd lamgelegd; ambtenaren begonnen met een staking; en spontane demonstraties vonden plaats in verschillende steden en dorpen. Vooral het Poolse Hulpkorps weigerde de keizerlijke bevelen op te volgen en brak na de Slag bij Rarańcza door de frontlinies om zich bij de Poolse troepen in de Russische Burgeroorlog aan te sluiten. Hoewel de keizerlijke en koninklijke regering in Wenen zich terugtrok uit delen van het verdrag, was de schade die werd toegebracht aan enig overgebleven gevoel van loyaliteit of vertrouwen jegens de monarchie onder de Polen verwoestend en niet meer te herstellen. Bovendien werden de pro-Habsburgse en anti-onafhankelijkheidfactie van de Poolse politici die deel uitmaakten van de regering een totale vernedering ondergingen en onomkeerbaar in diskrediet gebracht in de ogen van de Poolse bevolking, die niet langer een mogelijke Oostenrijks-Poolse oplossing als een haalbare optie beschouwde. In plaats daarvan schaarden de meesten zich op het herstel van de onafhankelijkheid.
De Broodvrede voorzag de Oekraïense Volksrepubliek van Duitse en Oostenrijks-Hongaarse militaire hulp bij het verdrijven van de bolsjewistische troepen uit Oekraïne in februari-april 1918, maar het verdrag betekende ook dat de Entente de betrekkingen met de Oekraïense Volksrepubliek opschortte. Binnen enkele dagen na de ondertekening van het verdrag verzocht de Rada de Centralen dringend om militaire hulp. Er trok een leger van meer dan 450.000 man van de Centrale mogendheden Oekraïne binnen en al na een maand hadden de meeste bolsjewistische troepen het land zonder noemenswaardige tegenstand verlaten.
Al snel werden de uitgenodigde buitenlandse troepen van de Centrale Mogendheden echter als bezetters gezien door een groot deel van de Oekraïense bevolking en ook door delen van de Tsentralna Rada. Eind april vaardigde de Duitse opperbevelhebber in Oekraïne, Hermann von Eichhorn, een bevel uit waardoor Oekraïners werden onderworpen aan Duitse militaire rechtbanken voor overtredingen tegen Duitse belangen, de Eerste Oekraïense Divisie (de ‘'Blauwjassen’') werd ontwapend en Duitse soldaten arresteerden zelfs twee ministers nadat ze kritiek hadden geuit op de Duitse acties. De definitieve breuk met de Tsentralna Rada kwam op 29 april, toen generaal Pavlo Skoropadsky een staatsgreep pleegde en zichzelf uitriep tot hetman van de Oekraïense Staat. Hoewel de Oekraïense bevolking in november 1918 met succes in opstand kwam tegen dit marionettenregime en de Oekraïense Volksrepubliek wist te herstellen, zouden in de twee jaar daarna meerdere invasies van het Rode Leger, het Witte Leger en het Poolse leger uiteindelijk toch een eind maken aan de onafhankelijkheid van Oekraïne.
Het Verdrag van Rapallo van april 1922 tussen de Duitse Weimarrepubliek en Sovjet-Rusland annuleerde de Duitse verplichtingen die waren aangegaan in Brest-Litovsk. Het uiteenvallen van Oostenrijk-Hongarije eind 1918 annuleerde automatisch haar verplichtingen. De opvolger van het Ottomaanse Rijk, de Republiek Turkije, deed afstand van het Verdrag van Brest-Litovsk door een verdrag te tekenen met de Oekraïense SSR in 1922. Alleen Bulgarije heeft, voor zover bekend, het verdrag niet formeel opgezegd.